# Patrignone (Arezzo)
Patrignone is een plaats (frazione) in de Italiaanse gemeente Arezzo in de regio Toscane.